# Chu trình Calvin

Sơ đồ chu trình Calvin

Chu trình Calvin (còn được gọi là chu trình Calvin–Benson-Bassham; chu trình khử pentose phosphat; chu trình C3 hay chu trình CBB) là một chuỗi các phản ứng hóa sinh thuộc dạng oxy hóa khử diễn ra theo chu kì trong chất nền của lục lạp ở thực vật hay các sinh vật có khả năng quang hợp. Trong thực vật, chu trình Calvin còn được gọi là "pha tối" của toàn bộ quá trình quang hợp vì nó diễn ra trong môi trường không cần ánh sáng chiếu trực tiếp vào (trong khi đó quá trình hấp thu ánh sáng bởi chlorophyll được gọi là pha sáng).
Trong chu trình này, năng lượng (dưới dạng ATP và NADPH) mà thực vật hấp thu được trong ánh sáng sẽ sử dụng để biến lượng CO2 hấp thu được thành các phân tử đường tỉ như glycerandehit-3-phosphat (G3P) và glucose. Nói cách khác, năng lượng dưới dạng ATP và NADPH sẽ được chuyển sang tích trữ trong liên kết hóa học của các đường này.
Chu trình này được tìm ra bởi ba nhà khoa học thuộc Đại học California, Berkeley là Melvin Calvin, James Bassham và Andrew Benson bằng phương pháp sử dụng đồng vị phóng xạ của cacbon là 14C. Nó là một trong những Phản ứng không phụ thuộc vào ánh sáng sử dụng trong việc cố định cacbon.

## Sản phẩm của chu trình Calvin
Sản phẩm tức thời của 1 chu trình Calvin là 2 phân tử glycerandehit-3-phosphat (G3P), 3 ADP, và 2 NADP+ (ADP and NADP+ không hẳn là "sản phẩm". Chúng lại được dùng trong pha sáng của quang hợp để sản sinh NADPH và ATP). Mỗi phân tử G3P bao hàm 3 cacbon. Để cho chu trình Calvin tiếp tục hoạt động, RiDP (ribulose 1,5-diphosphat) phải được tái sản sinh. Vì vậy, 5 trong số 6 cacbon trong 2 phân tử G3P sẽ được "đầu tư" vào 1 chu trình mới và kết quả là số "lãi" sinh ra trong mỗi chu trình Calvin là 1 cacbon. Điều này có nghĩa là, để tạo ra 1 phân tử G3P (3 cacbon) hoàn chỉnh cần đến 3 chu trình và con số này là 6 đối với một phân tử đường glucose (6 cacbon). Sản phẩm của chu trình Calvin có thể được chuyển hóa thành các loại chất đường bột khác như tinh bột, sucroza, xenluloza, tùy vào nhu cầu của thực vật.

## Chu trình Calvin
Pha 1: Cố định carbon.
Chu trình Calvin cố định {\displaystyle {\ce {CO2}}} bằng cách gắn chúng với phân tử ribulose 1,5-biphosphate (RuBP) dưới tác dung của enzyme xúc tác Rubisco. Sau đó tạo nên một phân tử trung gian 6-carbon nhưng vì không ổn định nên nó phân thành 2 phân tử 3 - carbon (3-phosphoglyceric). Vì chất cố định {\displaystyle {\ce {CO2}}} đầu tiên là 1 phân tử có 3 carbon nên chu trình Calvin còn có một tên gọi khác là chu trình C3.
Pha 2: Pha khử.
Mỗi phân tử 3-phosphoglyceric đều được nhận thêm một nhóm phosphate từ ATP nên biến thành 1,3 bisphosphoglycerate.
Sau đó 1,3 bisphosphoglycerate nhận thêm 1 đôi electron từ NADPH (được tổng hợp từ pha sáng) biến thành glyceraldehide-3-phosphate  (G3P) còn NADPH trở thành {\displaystyle {\ce {NADP+}}} sẽ được quay trở về pha sáng tái tạo lại NADPH tại cuối chuỗi chuyền electron.
Trong một chu trình Calvin hoàn chỉnh thì cần sự tham gia của 3 phân tử {\displaystyle {\ce {CO2}}} và sau 1 loạt các phản ứng sẽ tạo nên 6 G3P. Trong 6 phân tử G3P này chỉ có 1 phân tử ra khỏi chu trình để tế bào cây sử dụng (tổng hợp glucose) còn 5 phân tử còn lại phải được quay vòng để tái sinh chất nhận RuBP.
Pha 3: Pha tái sinh chất nhận (RuBP).
Trong loạt phản ứng, khung carbon của 5 phân tử G3P được sắp xếp lại nhờ 3 phân tử ATP và tạo nên 3 phân tử RuBP để chuẩn bị nhận trở lại nhận 3 phân tử {\displaystyle {\ce {CO2}}} và 1 chu trình Calvin mới lại được bắt đầu.